# Acrocercops prompta
Acrocercops prompta är en fjärilsart som beskrevs av Edward Meyrick 1916. Acrocercops prompta ingår i släktet Acrocercops och familjen styltmalar. Inga underarter finns listade i Catalogue of Life.